# Tvrdýita
La tvrdýita és un mineral de la classe dels fosfats que pertany al grup de la beraunita. Rep el nom en honor de Jaromír Tvrdý (n. 1959) de Liberec, a la República Txeca, per les seves contribucions a la mineralogia i la geologia econòmica.

## Característiques
La tvrdýita és un fosfat de fórmula química Fe2+Fe3+₂ Al₃(PO₄)₄(OH)₅(H₂O)₄·2H₂O. Va ser aprovada com a espècie vàlida per l'Associació Mineralògica Internacional l'any 2014, sent publicada per primera vegada el 2016. Cristal·litza en el sistema monoclínic. La seva duresa a l'escala de Mohs es troba entre 3 i 4. És isoestructural amb la beraunita. Químicament és semblant a la cacoxenita, la childrenita, la ferrivauxita, la metavauxita, la paravauxita, la sigloïta, la matulaïta i la vauxita.
L'exemplar que va servir per a determinar l'espècie, el que es coneix com a material tipus, es troba conservat a les col·leccions del departament de mineralogia i petrologia del Museu Nacional de Praga, a la República Txeca, amb el número de catàleg: p1p 11/2014.

## Formació i jaciments
Va ser descoberta al Huber stock de Krásno, al districte de Sokolov (Regió de Karlovy Vary, República Txeca). També ha estat descrita a Krušná Hora, a la Bohèmia Central, també a la República Txeca, i a les pegmatites de Hagendorf, a la regió de Baviera (Alemanya). Aquests tres indrets són els únics de tot el planeta on ha estat descrita aquesta espècie mineral.